# Salia hastiferalis
Salia hastiferalis là một loài bướm đêm trong họ Noctuidae.